# Ауреоло (граф Арагона)
Ауреоло (Авреол; исп. Aureolo, араг. Aureolus; умер в 809) — согласно испанской исторической традиции, первый граф Арагона между 798 и 802—809.

## Биография
В период между 798 и 802 годами, воспользовавшись восстанием, которое вали Сарагосы Бахлул ибн Марзук поднял против эмира Кордовы аль-Хакама I, правитель Франкского государства Карл Великий активизировал наступление на владения мусульман на Пиренейском полуострове. Среди прочих захваченных франками в это время областей была Хака и несколько близлежавших укреплений. Графом здесь был поставлен франк Ауреоло, согласно хронике Адемара Шабанского — сын графа Перигё Феликса Авреола. Новое графство вошло в состав Испанской марки и было предназначено для защиты Аквитанского королевства от нападений мавров Сарагосы и Уэски через долину реки Арагон. Испанские исторические хроники говорят, что Ауреоло удалось также подчинить своей власти Собрарбе и горный район Субордан, однако современные историки подвергают эти факты сомнению. О правлении графа Ауреоло в Арагоне и о его участии в войнах с мусульманами ничего неизвестно.
Граф Ауреоло умер в 809 году, после чего все его владения были захвачены вали Сарагосы и Уэски Амрусом ибн Йусуфом. Несмотря на это, король Аквитании Людовик I Благочестивый назначил новым графом Арагона Аснара I Галиндеса с поручением отвоевать земли своего графства.